# أمفيتكنة
الأمفيتكنة (الاسم العلمي: Amphitecna) هي جنس من النباتات يتبع فصيلة البنيونية من الرتبة الشفويات.